# Lluís Subirana i Rebolloso
Lluís Subirana i Rebolloso (Esparreguera, Baix Llobregat, 15 de març de 1938 - Sabadell, 24 de maig de 2014) fou un historiador, conferenciant, escriptor i poeta català.
Resident a Sabadell des del 1951, a banda va dedicar-se professionalment a les tècniques d'organització empresarial, va dedicar la seva vida a la cultura popular catalana, excel·lint especialment en l'estudi i promoció de la sardana.

## Biografia
Va formar part –o hi va col·laborar– de diverses entitats sabadellenques: Museu d'Història, Palestra, Agrupacions Narcís Giralt, Agrupació Pedagògica Sant Nicolau, Òmnium Cultural, Escola de Música de Cobla-Cobla Jovenívola, Fundació Ars, Unió Excursionista de Sabadell, Esbart Sabadell Dansaire, Federació Sabadell Cultura, Associació de Veïns de la Creu Alta, Revista Quadern, Acadèmia de Belles Arts de Sabadell, Fundació Bosch i Cardellach, Organisme Autònom Museus Municipals, entre d'altres.
També va participar en diverses comissions ciutadanes: Mil·lenari de Catalunya, 50 aniversari Sabadell Sardanista, 25 aniversari Cobla Jovenívola, Centenari Orfeó de Sabadell, 125 anys de Sabadell Ciutat, Congrés Sabadell Ciutat (organitzat per l'Associació Sabadell Universitat), Centenari de la sardana a Sabadell, entre d'altres.
Conferenciant, comentarista i assagista, va escriure regularment a diverses publicacions de l'àmbit cultural i sardanista. Va ser col·laborador del diari Avui (1995-2002). També va presentar programes culturals a Ràdio Sabadell i a la televisió Canal 50 Vallès. Dirigí els programes Esperit de Festa i Sardanes a Ràdio Sabadell de Ràdio Sabadell 94.6 FM. La seva bibliografia és citada al Diccionari d'Història de Catalunya, a la Història de la Música Catalana, Valenciana i Balear i a molts llibres i revistes de cultura popular.
El 2007, Sabadell va concedir la Medalla de la Ciutat al mèrit cultural a Lluís Subirana per la seva tasca a favor de la música catalana. El mateix any rep la Medalla al Mèrit Cultural per la seva tasca en favor de la cultura catalana atorgada per l'Obra del Ballet Popular. El 2010 va rebre un dels Premis d'Actuació Cívica de la Fundació Lluís Carulla.

## Obres
- La sardana i les cobles juvenils. Jovenívola de Sabadell (amb Jaume Nonell). Biblioteca Quadern, núm. 11. Sabadell (1986).
- Compàs. Compendi bàsic de la pràctica sardanista (amb Jaume Nonell). Obra Social Caixa de Barcelona (1988). Premi Assaig Obra Ballet Popular 1989.
- La sardana i els intel·lectuals. Editorial Ausa, Sabadell (1990).
- Ciutats Pubilla de la Sardana. Edicions El Mèdol, Tarragona (1995). Premi Divulgació Obra Ballet Popular 1996.
- La sardana, dansa d'avui (amb Jaume Nonell). Generalitat de Catalunya (1997).
- La sardana a Sabadell (amb Jaume Nonell). Biblioteca Quadern, núm. 28. Sabadell (1998). Premi Estudis Obra Ballet Popular 1999.
- Els poetes i la sardana. Edicions El Mèdol, Tarragona (1999).
- El llibre blanc dels Aplecs de la Sardana a les Comarques de Barcelona. CASCB, Barcelona (2000).
- Jovenívola de Sabadell, 25 anys. Biblioteca Quadern, núm. 11a Sabadell (2001).
- La sardana. Impressions i vivències. Selecció de textos. Edicions el Mèdol, Tarragona (2002).
- Catalanisme i sardanisme, una història compartida. Edicions El Mèdol, Tarragona (2003) Premi Estudis Obra Ballet Popular 2003.
- Els Fatxendes la primera cobla de sardanes de Sabadell. (amb Jaume Nonell). MOS (2003) Premi Memorial Josep Mainar.
- Sense treva. Poemes. Biblioteca Quadern, núm. 36. Sabadell (2004)
- Orfeó de Sabadell. Apunts d'un centenari 1904-2004. Biblioteca Quadern, núm. 38. Sabadell (2004)
- Poemes de foc i cendra. Edicions de Gràfic Set. Sabadell (2005)
- Els Fatxendes, una gran orquestra de Sabadell (amb Jaume Nonell). Biblioteca Quadern, núm. 40. Sabadell (2006)
- Francesc Armengol i Duran, un sabadellenc enamorat de Sitges. Biblioteca Quadern, núm. 41. Sabadell (2006)
- Cent anys de sardanes a Sabadell 1906-2006 (Amb Jaume Nonell) Biblioteca Quadern, núm. 42. Sabadell (2007)
- Ramon Ribera Llobet. Sabadell 1882-1957. Obra sardanista. Biblioteca Quadern, núm. 43. Sabadell (2007)
- Des de la intimitat. Poemes. Edicions de Gràfic Set, núm.7. Sabadell (2008)[12]

També és coautor del llibre Recordat Josep Pallach. Rúbrica Editorial, El Prat de Llobregat (2002) col·laborador del llibre+CD Núria Feliu recita les sardanes més populars, editat per Núria Feliu (2007) i, ha estat inclòs als llibres d'entrevistes Casa meva és casa vostra de Josep Gamell, Vallesana de Publicacions (2002) i Vivim! Lemes que mouen el món d'Anna Fité, Pòrtic (2004).

### Participació en volums col·lectius
- Totes les baranes dels teus dits, Terres de l'Ebre, Editorial Petròpolis, 2009.
- Totes les sortides dignes, Terres de l'Ebre, Editorial Petròpolis, 2010.